# Айгеван
Айгеван (арм. Այգեվան) — село в Армавирской области Армении. Основано в 1946 году. Своё современное название получило 14 декабря 2004 года.

## География
Село расположено в центральной части марза, на расстоянии 5 километров к северо-западу от города Армавир, административного центра области. Абсолютная высота — 875 метров над уровнем моря.
Климат
Климат характеризуется как семиаридный (BSk в классификации климатов Кёппена). Среднегодовая температура воздуха составляет 11,7 °C. Средняя температура самого холодного месяца (января) составляет −3,4 °С, самого жаркого месяца (июля) — 25 °С. Расчётная многолетняя норма атмосферных осадков — 306 мм. Наибольшее количество осадков выпадает в мае (52 мм).

## Население
| Год переписи | Население          | Население          | Население          | Население            | Население            | Население            |
| Год переписи | Наличное население | Наличное население | Наличное население | Постоянное население | Постоянное население | Постоянное население |
| Год переписи | Всего              | Мужчины            | Женщины            | Всего                | Мужчины              | Женщины              |
| ------------ | ------------------ | ------------------ | ------------------ | -------------------- | -------------------- | -------------------- |
| 2001         | 1512               | 718                | 794                | 1573                 | 756                  | 817                  |
| 2011         | 1359               | 617                | 742                | 1465                 | 700                  | 765                  |

| Год  | Численность | Численность |
| ---- | ----------- | ----------- |
| 1959 | 1294        | [ 10 ]      |
| 1966 | 1585        | [ 10 ]      |
| 1970 | 1700        | [ 10 ]      |
| 1981 | 1579        | [ 10 ]      |
| 1989 | 1706        | [ 11 ]      |
| 2001 | 1573        | [ 10 ]      |
| 2011 | 1465        | [ 12 ]      |